# Hydromedusa maximiliani
Hydromedusa maximiliani är en sköldpaddsart som beskrevs av  den österrikisk-tjeckiske zoologen Johann Christian Mikan 1820. Hydromedusa maximiliani ingår i släktet Hydromedusa och familjen ormhalssköldpaddor. IUCN kategoriserar arten globalt som sårbar. Inga underarter finns listade i Catalogue of Life.
Arten förekommer i östra Brasilien vid Atlanten.